# Kwok Ho-ting
Pour les articles homonymes, voir Ting.
Dans ce nom, le nom de famille, Kwok, précède le nom personnel.
Kwok Ho-ting (chinois simplifié : 郭灏霆 ; chinois traditionnel : 郭灝霆 ; pinyin : Guō Hàotíng; en cantonais jyutping Gwok3 hou6 ting4), né le 26 février 1988, est un coureur cycliste hongkongais.

## Biographie
Il se révèle sur piste lors de la coupe du monde 2008-2009. En effet, il termine 10e puis 9e de la course aux points, respectivement à Manchester puis à Melbourne, et remporte l'épreuve du scratch à Melbourne en devançant l'Australien Leigh Howard et le Néo-Zélandais Jason Christie.
Aux championnats du monde sur route de 2010 où il se classe 146e de la course en ligne des moins de 23 ans.
En 2011 à Apeldoorn aux Pays-Bas, il devient champion du monde de course scratch.

## Palmarès sur piste

### Championnats du monde
- Apeldoorn 2011
  -  Champion du monde de scratch
  - 16e de l'omnium
  - 16e de l'américaine
  - 17e de la poursuite par équipes
- Melbourne 2012
  - 11e de la course aux points
  - 14e de la poursuite par équipes
  - 26e du kilomètre
- Minsk 2013
  - 9e du scratch
  - 10e de l'omnium
  - 12e de la poursuite par équipes
  - 13e de l'américaine

### Coupe du monde
- 2008-2009
  - 1er du scratch à Melbourne
- 2009-2010 
  - 1er de l'américaine à Pékin (avec Ho Choi Ki)
  - 2e de la course aux points à Manchester
  - 2e de la course aux points à Pékin

### Championnats d'Asie
- Nara 2008
  -  Médaillé d'or de l'américaine
  -  Médaillé de bronze de l'omnium
- Tenggarong 2009
  -  Médaillé d'or de l'américaine
  -  Médaillé d'or de l'omnium
  -  Médaillé de bronze de la course aux points
- Charjah 2010
  -  Médaillé de bronze de la course aux points
  -  Médaillé de bronze de la poursuite par équipes
- Nakhon Ratchasima 2011
  -  Champion d'Asie de l'américaine (avec Ki Ho Choi)
  -  Médaillé d'argent de la poursuite par équipes
  -  Médaillé d'argent de l'omnium
- Kuala Lumpur 2012
  -  Médaillé d'argent de la poursuite par équipes
  -  Médaillé de bronze de l'omnium
- New Dehli 2013
  -  Champion d'Asie de l'américaine (avec Choi Ki Ho)
  -  Médaillé de bronze de la poursuite par équipes

### Jeux asiatiques
- Guangzhou 2010
  -  Médaillé d'argent de la poursuite par équipes

### Championnats de Hong Kong
- 2013
  -  Champion de Hong Kong de poursuite
  -  Champion de Hong Kong de poursuite par équipes
  -  Champion de Hong Kong d'omnium

## Palmarès sur route

### Par années
- 2009
  - 5e étape du Tour de Corée
  -  Médaillé de bronze de la course en ligne aux Jeux d'Asie de l'Est
  -  Médaillé de bronze du contre-la-montre par équipes aux Jeux d'Asie de l'Est
- 2011
  - 3e du championnat de Hong Kong sur route
- 2012
  -  Champion de Hong Kong sur route
- 2013
  - 3e du championnat de Hong Kong du contre-la-montre

### Classements mondiaux
| Année         | 2007 | 2008 | 2009 | 2010 | 2011 | 2012 | 2013 |
| ------------- | ---- | ---- | ---- | ---- | ---- | ---- | ---- |
| UCI Asia Tour | 108e |      | 102e | 270e | 144e | 62e  | 109e |